# Ave atque vale
Ave atque vale (lateinisch für „Sei gegrüßt und lebe wohl!“) sind die Schlussworte des Gedichtes 101 von Catull. Das Gedicht, das in elegischen Distichen verfasst ist, stellt einen Monolog des Dichter-Ichs am Grab des verstorbenen Bruders dar. 
Catulls Bruder war in der Troas gestorben und beigesetzt worden; Catull besuchte offensichtlich das Grab zum ersten und zugleich letzten Mal, als er 57 v. Chr. im Gefolge des Gaius Memmius auf dem Weg nach Bithynien war.
Catulls römische Jenseitsvorstellung schloss die Möglichkeit aus, man könnte mit den Toten kommunizieren. Dass er es dennoch tut, wohlwissend, dass es vergeblich (nequiquam) geschieht, macht die Spannung des Gedichtes aus. Als schwacher, aber einziger Trost bleibt dem Dichter, das traditionelle Totenopfer zu vollziehen.
Bekannte Anspielungen auf das Werk finden sich bei Algernon Swinburne, dessen Gedicht auf den Tod von Charles Baudelaire den Titel Ave atque vale trägt, und bei Alfred Tennyson, der die Worte Frater ave atque vale in dem gleichnamigen Gedicht (1883 verfasst, 1885 in der Sammlung Tiresias, and other poems erschienen) lateinisch zitiert.

## Lateinischer Text
Multas per gentes et multa per aequora vectus
advenio has miseras, frater, ad inferias,
ut te postremo donarem munere mortis
et mutam nequiquam alloquerer cinerem.
quandoquidem fortuna mihi tete abstulit ipsum.
heu miser indigne frater adempte mihi,
nunc tamen interea haec, prisco quae more parentum
tradita sunt tristi munere ad inferias,
accipe fraterno multum manantia fletu,
atque in perpetuum, frater, ave atque vale.

## Metrische Übersetzung
Viele der Länder und viele der Meere nun hab ich durchfahren,
Ziel meiner Reise ist dies, Bruder: der traurige Kult,
Dass ich dich zuallerletzt mit der Totengabe beschenke
Und, wie vergeblich es sei, stummtaube Asche ansprech,
Da das Schicksal denn nun dein wahres Ich mir entrissen,
ach, armer Bruder, wie bist du mir doch schmachvoll geraubt!
Einstweilen aber nun dies, was nach alter Sitte der Väter
Uns überlassen bleibt, trauriges Totengeschenk,
Nimm du es an, ganz feucht ist es schon von den Tränen des Bruders,
Und in Ewigkeit sei gegrüßt und leb wohl, mein Bruder.